# Kicks United FC
El Kicks United FC es un equipo de fútbol de Anguila que juega en la Liga de Fútbol de Anguila, la primera división de fútbol en el país.

## Historia
Fue fundado el 7 de septiembre de 2005 en la capital El Valle y en la temporada 2005/06 logra ganar su primer título de liga.
Es uno de los equipos más ganadores de Anguila al contabilizar 5 títulos de liga y tres de copa. han intentado por varios años afiliarse a la Asociación de Fútbol de Anguila sin éxito, al punto de que no participaron en la temporada 2015/16 a manera de protesta luego de que la asociación volviera a negarle la entrada.
En la temporada 2016/17 retornarían a la liga, aunque esta fue abandonada.
| Temporada | Posición  | Resultado    |
| --------- | --------- | ------------ |
| 2005-06   | ?         |              |
| 2006-07   | 1.º       | Campeón      |
| 2007-08   | 3.º       |              |
| 2008-09   | 2.º       | Subcampeón   |
| 2009-10   | 2.º       |              |
| 2010-11   | 1.º       | Campeón      |
| 2011-12   | ?         | Campeón      |
| 2012-13   | 3.º       |              |
| 2013-14   | ?         |              |
| 2014-15   | 1.º       | Campeón      |
| 2015-16   | Se retiró | Se retiró    |
| 2016-17   | 2.º       | Subcampeón   |
| 2018      | 1.º       | Campeón      |
| 2020      | 2.º       | Tercer lugar |
| 2021      | 2.º       | Subcampeón   |
| 2022      |           |              |

## Palmarés
- AFA Senior Male League (5): 2006–07, 2010–11, 2011–12, 2014–15, 2017-18
- AFA League Cup (1): 2014–15[2]
- AFA Knock-Out Cup (1): 2014–15[2]
- AFA President's Cup (1): 2014–15[2]